# Benin op de Olympische Zomerspelen 2020
Benin nam deel aan de Olympische Zomerspelen 2020 in Tokio, Japan. De selectie bestond uit zeven atleten, actief in vier verschillende disciplines. De atleten wisten geen medailles te behalen.

## Atleten
Hieronder volgt een overzicht van de atleten die zich hebben verzekerd van deelname aan de Olympische Zomerspelen 2020.
| sport    | mannen | vrouwen | totaal |
| -------- | ------ | ------- | ------ |
| Atletiek | 1      | 2       | 3      |
| Judo     | 1      | 0       | 1      |
| Roeien   | 1      | 0       | 1      |
| Zwemmen  | 1      | 1       | 2      |
| totaal   | 4      | 3       | 7      |

## Sporten

### Atletiek
Mannen
Loopnummers
| atleet      | onderdeel | series | series | kwartfinale    | halve finale   | halve finale   | finale         | finale         |                |
| atleet      | onderdeel | tijd   | rang   | tijd           | tijd           | rang           | tijd           | rang           |                |
| ----------- | --------- | ------ | ------ | -------------- | -------------- | -------------- | -------------- | -------------- | -------------- |
| Didier Kiki | 100 m     | 10,69  | 6      | niet geplaatst | niet geplaatst | niet geplaatst | niet geplaatst | niet geplaatst | niet geplaatst |

Vrouwen
Loopnummers
| atlete        | onderdeel | series  | series | kwartfinale | halve finale | halve finale | finale         | finale         |
| atlete        | onderdeel | tijd    | rang   | tijd        | tijd         | rang         | tijd           | rang           |
| ------------- | --------- | ------- | ------ | ----------- | ------------ | ------------ | -------------- | -------------- |
| Noélie Yarigo | 800 m     | 2.00,11 | 2 Q    | n.v.t.      | 2.01,41      | 7            | niet geplaatst | niet geplaatst |

Meerkamp
| atlete            | onderdeel | onderdeel | 100 h | hs   | ks    | 200 m | vs   | sw    | 800 m   | totaal | rang |
| ----------------- | --------- | --------- | ----- | ---- | ----- | ----- | ---- | ----- | ------- | ------ | ---- |
| Odile Ahouanwanou | zevenkamp | res.      | 13,31 | 1,74 | 15,45 | 23,85 | 6,07 | 43,96 | 2.29,05 | 6186   | 15   |
| Odile Ahouanwanou | zevenkamp | pnt.      | 1078  | 903  | 891   | 995   | 871  | 743   | 705     | 6186   | 15   |

### Judo
Mannen
| atleet             | onderdeel | eerste ronde         | tweede ronde         | derde ronde          | kwartfinale          | halve finale         | herkansing           | finale / BM          | finale / BM    |
| atleet             | onderdeel | tegenstander uitslag | tegenstander uitslag | tegenstander uitslag | tegenstander uitslag | tegenstander uitslag | tegenstander uitslag | tegenstander uitslag | rang           |
| ------------------ | --------- | -------------------- | -------------------- | -------------------- | -------------------- | -------------------- | -------------------- | -------------------- | -------------- |
| Celtus Dossou Yovo | −90 kg    | n.v.t.               | Igolnikov V 001–101  | niet geplaatst       | niet geplaatst       | niet geplaatst       | niet geplaatst       | niet geplaatst       | niet geplaatst |

### Roeien
Mannen
| atleet         | onderdeel | series  | series | herkansingen | herkansingen | kwartfinale | kwartfinale | halve finale | halve finale | finale  | finale |
| atleet         | onderdeel | tijd    | rang   | tijd         | rang         | tijd        | rang        | tijd         | rang         | tijd    | rang   |
| -------------- | --------- | ------- | ------ | ------------ | ------------ | ----------- | ----------- | ------------ | ------------ | ------- | ------ |
| Privel Hinkati | skiff     | 3.45,50 | 5 H    | 7.55,93      | 4 HE/F       | bye         | bye         | 7.49,46      | 2 FE         | 7.38,58 | 27     |

Legenda: FA=finale A (medailles); FB=finale B (geen medailles); FC=finale C (geen medailles); FD=finale D (geen medailles); FE=finale E (geen medailles); FF=finale F (geen medailles); HA/B=halve finale A/B; HC/D=halve finale C/D; HE/F=halve finale E/F; KF=kwartfinale; H=herkansing

### Zwemmen
Mannen
| atleet                    | onderdeel       | series | series | halve finale   | halve finale   | finale         | finale         |
| atleet                    | onderdeel       | tijd   | rang   | tijd           | rang           | tijd           | rang           |
| ------------------------- | --------------- | ------ | ------ | -------------- | -------------- | -------------- | -------------- |
| Marc Pascal Pierre Dansou | 50 m vrije slag | 24,99  | 53     | niet geplaatst | niet geplaatst | niet geplaatst | niet geplaatst |

Vrouwen
| atlete          | onderdeel       | series | series | halve finale   | halve finale   | finale         | finale         |
| atlete          | onderdeel       | tijd   | rang   | tijd           | rang           | tijd           | rang           |
| --------------- | --------------- | ------ | ------ | -------------- | -------------- | -------------- | -------------- |
| Nafissath Radji | 50 m vrije slag | 29,99  | 69     | niet geplaatst | niet geplaatst | niet geplaatst | niet geplaatst |